# Femme fatale (film, 2002)
Cet article concerne le film de Brian De Palma. Pour le court métrage muet, voir Femme fatale (film, 1912).
Pour les articles homonymes, voir Femme fatale (homonymie).
Pour plus de détails, voir Fiche technique et Distribution.
Femme fatale est un film franco-américano-suisse réalisé par Brian De Palma et sorti en 2002.
Le film se déroule durant le festival de Cannes. Un groupe de malfaiteurs monte une opération pour dérober une superbe monture de diamants portée par la top model Veronica à l'occasion d'une projection spéciale du film Est-Ouest de Régis Wargnier. Parmi les malfaiteurs, Laure (Rebecca Romijn) séduit Veronica (Rie Rasmussen), sensible à ses charmes, et l'incite à la suivre dans les toilettes. Tout en lui faisant l'amour, elle lui ôte sa monture pendant qu'un complice, Black Tie (Ériq Ebouaney), remplace celle-ci par un faux. Dans le même temps, Racine (Edouard Montoute), autre complice, est chargé de neutraliser les lumières pour faciliter la fuite des deux premiers. L'opération se passe bien jusqu'à ce qu'un garde du corps, alerté, fasse irruption dans les toilettes. Alors que Black Tie est gravement blessé par le garde, Laure s'enfuit seule avec les diamants.
Le film est présenté hors compétition au festival de Cannes 2002. Produit en marge de Hollywood, après l'échec de son précédent Mission to Mars, Femme Fatale est également un échec critique et public. Il sera peu à peu réhabilité par certaines personnes et devient pour eux un film culte,,,.

## Synopsis
Laure se réfugie à Paris où, déguisée d'une perruque brune, elle se cache dans une chambre d'hôtel. Elle est repérée par Racine, bien décidé à récupérer les diamants. Elle réalise ensuite qu'un paparazzi, Nicolas Bardo (Antonio Banderas), la prend en photo, et rentre aussitôt dans une église pour se cacher. Là, un couple la prend pour leur fille Lily qui a disparu. Elle leur échappe et retourne à l'hôtel.
Le complice, l'ayant suivie, tente de la tuer en la faisant tomber de plusieurs étages, mais sa chute est amortie par une pile de rouleaux de laine de verre. Les parents de Lily, qui l'avaient également suivie jusqu'à l'hôtel, la recueillent et l'emmènent chez eux.
Laure se réveille dans un lit et réalise qu'elle est vraiment prise pour Lily. Satisfaite de cette couverture momentanée, elle erre dans l'appartement et trouve le passeport de Lily avec un billet d'avion pour les États-Unis, une occasion inespérée pour elle de disparaître de la circulation. Soulagée, elle va prendre un bain et s'assoupit. Mais un bruit la réveille : la vraie Lily vient de rentrer, en pleurs. Laure sort de la baignoire et surveille en silence ses gestes. Lily rédige une note de suicide, prend un pistolet et se tue sous les yeux de Laure.
Celle-ci prend ensuite l'avion, en lieu et place de Lily. Là, elle rencontre Bruce Watts, un riche américain avec qui elle sympathise…
Sept ans plus tard, elle est de retour à Paris avec son mari fraîchement nommé ambassadeur. Elle attise bientôt l'intérêt d'un magazine, intrigué par cette ex-française femme d'ambassadeur qui n'a jamais voulu être photographiée. Nicolas Bardo est chargé de prendre le précieux cliché. Pendant ce temps, Black Tie sort juste de prison et Racine l'accompagne à la recherche de leur partenaire chérie ; ils tombent sur la complice anonyme de Laure et la tuent en la jetant sous un camion.
Désespérée et démasquée, Laure se procure un pistolet et semble vouloir se suicider dans une chambre d'hôtel. Elle y est rejointe par Nicolas, qui l'en empêche. Mais c'était une manipulation, car elle l'avait repéré. Elle disparaît, puis le fait arrêter par la police, qui croit à un enlèvement et à une demande de rançon. De son côté, l'ambassadeur, ne désirant pas attirer l'attention des médias, explique à la police que sa femme n'a pas été enlevée. Aussi, Nicolas est relâché. Laure le contacte et lui donne rendez-vous sur la passerelle Debilly à 22 h.
Nicolas et Laure se rencontrent à nouveau. Excédé par les agissements de Laure qui le fait passer pour un ravisseur, il tente de l'intimider mais elle le menace d'une arme. Ils se rendent dans un bar où a lieu une scène torride, puis en ressortent vers 2 h du matin, heure à laquelle l'ambassadeur doit venir livrer la rançon. Celui-ci arrive avec la valise, mais Laure l'abat et tire sur Nicolas. Aussitôt, ses ex-complices, qui la surveillaient, rappliquent et la frappent avant de la jeter dans la Seine.
Laure remonte à la surface et se réveille à nouveau dans la baignoire. La même scène se reproduit : Lily entre, sort son pistolet… mais cette fois Laure lui ôte l'arme des mains, et lui donne le choix : soit elle se suicide, soit elle prend son billet d'avion où elle pourra faire la connaissance de l'ambassadeur et démarrer une nouvelle vie.
Lily choisit la seconde option. Quittant la maison, elle est prise en stop par un camionneur à qui elle offre un pendentif pour sa fille.
Sept ans plus tard, Laure retrouve Veronica qui est sa complice anonyme, pour partager le butin enfin vendu. Une fois de plus, les ex-complices essaient de tuer celle-ci en la jetant sous le camion, mais cette fois le conducteur, qui s'avère être celui que Lily a rencontré sept ans auparavant, est ébloui par un reflet du soleil dans le pendentif, et ce sont finalement les deux hommes qui sont tués. Laure et Veronica sont sauvées. Nicolas et Laure se rencontrent à nouveau…

## Fiche technique
Sauf indication contraire, les informations mentionnées dans cette section peuvent être confirmées par la base de données cinématographiques IMDb,  présente dans la section « Liens externes ».
- Titre original et francophone : Femme fatale
- Réalisation et scénario : Brian De Palma
- Musique : Ryūichi Sakamoto
- Direction artistique : Denis Renault
- Décors : Anne Pritchard
- Costumes : Olivier Bériot
- Photographie : Thierry Arbogast
- Son : Jean-Paul Mugel, Anne Le Campion, Laurent Quaglio
- Montage : Bill Pankow
- Production : Tarak Ben Ammar et Marina Gefter
  - Production déléguée : Mark Lombardo
  - Production associée : Chris Soldo
- Sociétés de production[6] : Quinta Communications (France) et Epsilon Motion Pictures (Suisse)
- Sociétés de distribution[7] : ARP Sélection (France) ; Rialto Film AG (Suisse) ; Warner Bros. (États-Unis et Canada) ; Paradiso Entertainment (Belgique)
- Budget : 35 millions de $[8]
- Pays de production :  France,  Suisse,  États-Unis
- Langues originales : français, anglais, espagnol
- Format[9] : couleur - 35 mm - 1,85:1 (Panavision) - son DTS / Dolby Digital / SDDS
- Genre : thriller érotique, drame
- Durée : 114 minutes
- Dates de sortie[10] :
  - France : 30 avril 2002 (sortie nationale) ; 25 mai 2002 (Festival de Cannes)
  - Belgique : 19 juin 2002[11]
  - Suisse romande : 26 juin 2002[12]
  - Canada, États-Unis : 6 novembre 2002[13]
- Classification[14] :
  - France : tous publics avec avertissement[15]
  - Suisse : interdit aux moins de 16 ans[16]
  - États-Unis : interdit aux moins de 17 ans (R – Restricted)[N 1]
  - Belgique : tous publics (Alle Leeftijden)[11]
  - Québec : 13 ans et plus (violence / érotisme) (13+ / 13 years and over)[13]

## Distribution
- Rebecca Romijn (VF : Patricia Franchino) : Laure Ash / Lily
- Antonio Banderas (VF : Arnaud Giovaninetti) : Nicolas Bardo
- Peter Coyote (VF : Paul Bandey) : Bruce Watts
- Eriq Ebouaney (VF : lui-même) : Black Tie
- Édouard Montoute (VF : lui-même) : Racine
- Rie Rasmussen : Veronica
- Thierry Frémont (VF : lui-même) : Serra
- Gregg Henry (VF : Christian Erickson) : Leonard Shiff
- Fiona Curzon : Stanfield Phillips
- Daniel Milgram : Pierre / Barman
- Jean-Marc Minéo : un gardien
- Jean Chatel : le commentateur à Cannes
- Éva Darlan : Irma
- Jean-Marie Frin : Louis
- Sandrine Bonnaire : elle-même
- Régis Wargnier : lui-même
- David Belle (VF : lui-même) : un policier français
- Gilles Jacob : lui-même
- Laurence Martin : Nathalie
- Salvatore Ingoglia : le camionneur
- Jo Prestia (VF : lui-même) : Napoléon
- Françoise Michaud : femme avec l'aveugle
- John Stamos : un agent (non crédité)

Source VF

## Production

### Genèse et développement
Au moment de la sortie du film, Brian De Palma explique avoir eu l'idée du scénario quelques années auparavant, même s'il a évolué au fil du temps :

« Depuis longtemps j’avais en tête un personnage de femme fatale qui, en compagnie d’associés, dévalisait un casino, s’enfuyait avec l’argent avant d'être poursuivi à travers tout le pays par ses anciens partenaires. Elle atterrissait finalement dans une petite ville du Midwest où elle se cachait un certain temps, jusqu’à ce que quelqu’un l’aborde dans la rue et s’adresse à elle sur un ton familier en l’appelant Betty. Elle comprenait alors qu’il y avait en ville une femme qui s’appelait Betty et qui lui ressemblait trait pour trait. C’était l’idée de départ. »

— Brian De Palma, Objectif cinéma
Brian De Palma explique avoir voulu réaliser un film noir « qui colle à la réalité de 2002 ».

### Attribution des rôles
Uma Thurman était pressentie pour incarner Laure Ash, mais elle n'a pas pu faire le film parce qu'elle attendait un enfant. De plus, Brian De Palma préfère une actrice moins connue pour le rôle principal. Au cours d'un diner avec John McTiernan à Los Angeles, ce dernier lui parle de Rebecca Romijn, qu'il vient de diriger dans Rollerball (2002)
Melanie Griffith a convaincu son mari de l'époque Antonio Banderas d'accepter le rôle de Nicolas Bardo, pour remercier Brian De Palma de l'avoir engagée au début de sa carrière dans Body Double (1984). Antonio Banderas était assez réticent à participer au film mais se dit qu'il pourra apprendre beaucoup de choses auprès de Brian De Palma. Ce dernier accepte de répondre à toutes ses questions, s'il accepte le rôle.
Pour le rôle de Veronica, Brian De Palma ne trouvait pas l'actrice adéquate. Rebecca Romijn lui présente alors son amie Rie Rasmussen, qui était alors mannequin. Le réalisateur apprécie sa façon de marcher et lui offre le rôle.

### Tournage
Brian De Palma voulait depuis longtemps tourner en France et a effectué lui-même les repérages en parcourant Paris à scooter afin de découvrir des lieux qui n'avaient jamais ou peu été montrés au cinéma.
Le tournage a notamment lieu à Paris (Passerelle Debilly, Église Notre-Dame-de-la-Croix de Ménilmontant, le Sheraton Hotel de l'aéroport de Paris-Charles-de-Gaulle) et à Cannes.
Le bijou porté par Veronica a été dessiné par la chanteuse Elli Medeiros, à l'époque compagne de Brian De Palma, qui a aussi une expérience en tant que styliste.

### Musique
Albums de Ryūichi Sakamoto
Tabou
(1999) Appleseed
(2004)
La musique originale est composée par le Japonais Ryūichi Sakamoto, qui avait déjà collaboré avec Brian De Palma pour Snake Eyes (1998). Initialement, le film avait été proposé au Polonais Wojciech Kilar, qui a refusé.
Le film utilise aussi la chanson Sexe de Damien Saez, issue de son album God blesse.
Liste des titres
1. Bolerish - 13:40
2. Stop or I'll Shoot - 1:05
3. Rage - 4:00
4. Double - 3:22
5. Tragedy - 6:33
6. Deja Vu - 3:37
7. Searching for Gun - 0:46
8. In Café - 4:02
9. Blouse off Shoulder - 3:03
10. Out of Water - 4:34
11. Future - 2:48
12. Deja Vu II - 5:30
13. Bolerish (Piano Version) - 4:43
14. Lost Theme (Piano Version) - 4:39

## Accueil

### Accueil critique
Sur l'agrégateur américain Rotten Tomatoes, le film ne récolte que 48 % d'opinions favorables pour 134 critiques recensées. Sur Metacritic, il obtient la note de 59/100 pour 30 critiques.
En France, le film récolte la moyenne 3,1/5 sur AlloCiné, pour 19 critiques. Du côté des critiques positives, on retrouve celle du Figaroscope, dans laquelle Marie-Noëlle Tranchant souligne la prestation Rebecca Romijn qui « assume le cliché sans faiblir pendant deux heures » et apprécie le film où « la panoplie du film noir est au service d'un divertissement étourdissant ». Olivier Père des Inrockuptibles écrit qu'un « film de De Palma, même le plus cérébral et le plus tordu, reste avant tout un objet de jouissance pour le spectateur ». Sur Chronic'art, Grégoire Bénabent félicite le réalisateur qui « parvient habilement à déplacer la provocation, en la situant au cœur du cliché et non à son encontre » mais regrette « les fastidieuses spéculations du récit [qui] gêne l'émergence du personnage de Laura ».
David Perrault de Cine Libre est quant à lui plus partagé : le film est « attachant. Parce qu'il est l'expression d'un cinéaste intègre, honnête et cohérent, arrivé au bout de lui-même, au bout de son œuvre. À bout de souffle, serait-on tenté de dire ». Thomas Sotinel du Monde trouve que les acteurs sont « privés de vrais personnages » et qu'il y a dans le film une « absence de vraie tension dramatique ». Pour Nicolas Schaller du magazine Première, si « De Palma a beau filmer comme personne, il fantasme un peu trop comme tout le monde ».
Pierre Murat de Télérama écrit que « l'abus de péripéties invraisemblables est fatal à Brian De Palma ». Pour Pierre Vavasseur du Parisien, « Brian De Palma déçoit énormément, [il] ne parvient jamais à nous intéresser ».

### Box-office
Aux États-Unis, le film n'enregistre que 6 630 252 $. Dans le monde, le film dépasse à peine les 16 millions de recettes.
En France, le succès n'est pas non plus au rendez-vous, avec 420 801 entrées, dont 165 171 à Paris.

## Distinctions
Entre 2002 et 2003, Femme fatale a été sélectionné 7 fois dans diverses catégories et a remporté 2 récompenses,.

### Récompenses
- Association des critiques de cinéma de Seattle 2002 : Prix SFCA du meilleur montage de film pour Bill Pankow.
- The Stinkers Bad Movie Awards 2002 : Pire faux accent féminin pour Rebecca Romijn.

### Nominations
- Festival international du film de Catalogne de Sitges 2002 : Meilleur film pour Brian De Palma.
- The Stinkers Bad Movie Awards 2002 :
  - Pire actrice pour Rebecca Romijn,
  - Pire sens de l'orientation (arrêtez-les avant qu'ils ne dirigent à nouveau!) pour Brian De Palma.
- Association turque des critiques de cinéma (Turkish Film Critics Association (SIYAD) Awards) 2003 : Meilleur film étranger (10ème place).

### Sélections
- Festival de Cannes 2002 : Longs métrages - Hors-compétition pour Brian De Palma